# Дементеевка (Перемышльский район)
Дементе́евка — деревня в Перемышльском районе Калужской области, в составе муниципального образования Сельское поселение «Деревня Горки».

## География
Расположена на берегу безымянного озера, в пяти километрах на запад от районного центра — села Перемышль. Рядом деревня Прудищи.

## Население
| 2002 | 2010 |
| ---- | ---- |
| 10   | →10  |

## История
В атласе Калужского наместничества, изданного в 1782 году, упоминается и нанесено на карты сельцо Дементьевка Перемышльского уезда, дворов 9 а душ по ревизии — 115.

Сельцо Дементьевка Петра Матвеева сына Еропкина, Федосея Васильева сына Казаринова, с выделенной церковной землею к селу Рыченкам.— Описания и алфавиты к Калужскому атласу
В 1858 году сельцо (вл.) Дементеевка 1-го стана Перемышльского уезда, при колодцах, 19 дворов — 172 жителя, по правой стороне почтового Киевского тракта.
К 1914 году Дементеевка — деревня Рыченской волости Перемышльского уезда Калужской губернии. В 1913 году население 237 человек.
В годы Великой Отечественной войны деревня была оккупирована войсками Нацистской Германии с начала октября по конец декабря 1941 года. Освобождена в ходе Калужской наступательной операции частями 50-й армии генерал-лейтенанта И. В. Болдина.